# Панайот Чобанов
Панайот Николов Чобанов е български офицер, генерал-майор.

## Биография
Роден е на 12 октомври 1924 г. в Сливен в семейството на Никола и Катина Чобанови. Баща му по професия е железароколар, а майка му е домакиня. По време на Втората световна война в дома им се укрива Съби Димитров. Завършва първа мъжка гимназия в Сливен, след което изкарва наборна служба. През есента на 1944 г. участва в Първия период на българското участие във Втората световна война. След войната започва работа в Популярна банка. През 1945 г. започва да учи задочно във Висшия икономически институт в София. От 1947 г. започва да учи в Школата за запасни офицери, която завършва с отличен успех на следващата година. Излиза с чин поручик. Службата си започва като взводен командир в школата. През 1950 г. след преместването на ШЗО във Велико Търново е назначен за неин заместник-командир по тила до 1952 г., когато е изпратен да учи в Тиловата академия в Санкт Петербург. През 1955 г. завършва академията и започва работа като интендант в тила на трета армия. Впоследствие е помощник-началник на началник-щаба на трета армия, началник-щаб и заместник-началник на тила на трета армия. В периода 1965 – 1973 г. е заместник-командир на трета армия по тила. От 1968 до 1969 г. отново учи в Тиловата академия в Санкт Петербург. През октомври 1973 г. при създаването на Командване „Сухопътни войски“ е назначен за заместник-командващ по тила на Сухопътните войски. От 1975 г. е генерал-майор. През 1981 г. се разболява и е изведен от активна служба, като е оставен на разпореждане на министъра на народната отбрана. Умира на 8 декември 1982 г. Награждаван е с орден „Народна република България“ – I ст. и „9 септември 1944 г.“ – I ст. с мечове.

## Образование
- Висш икономически институт – 1945 – 1947
- Школа за запасни офицери – 1947 – 1948
- Военна академия за тил и транспорт – 1952 – 1955

## Награди
- орден „Народна република България“ – I ст.
- орден „9 септември 1944 г.“ – I ст. с мечове

## Военни звания
- поручик – 1948
- генерал-майор – 1975